# Strzała Abarisa
Strzała Abarisa – w mitologii greckiej strzała mędrca greckiego Abarisa. Abaris otrzymał ją od Apolla. Sprawiała, że stawał się niewidzialny i potrafił żyć bez jedzenia. Leczyła jego choroby, przepowiadała przyszłość i służyła do podróży powietrznych.
Abaris podarował ją Pitagorasowi w zamian za lekcje filozofii.